# Schlesische Zeitung
Schlesische Zeitung – najstarsza i najdłużej wydawana gazeta wrocławska, istniała w latach 1742–1945.
Gazetę wydawał wrocławski księgarz i wydawca Johann Jacob Korn od 1742 roku, początkowo pod tytułem „Schlesische Privilegierte Staats-, Kriegs- und Friedenzeitung”, później od 1766 „Schlesische Privilegierte Zeitung”, ostatecznie od 1848 roku pod skróconą nazwą „Schlesische Zeitung”. Zgodę na wydawanie wydał Fryderyk II 3 lutego 1742 roku.
W pierwszym okresie istnienia gazeta wychodziła 3 razy w tygodniu, miała 8 małych stron, drukowano ogłoszenia państwowe, wiadomości śląskie i zagraniczne. Od roku 1828 wychodziła codziennie z wyjątkiem niedziel, a od 1881 wydawano ją już trzy razy dziennie (bez niedziel), a później 13 numerów w sześciodniowym tygodniu. Jednocześnie zwiększano stopniowo format, a coraz więcej w treści było wiadomości towarzyskich, historii przestępstw i wypadków z rejonu oraz wiadomości kulturalnych. Od 1848 roku drukowano także teksty publicystyczne. „Schlesische Zeitung” miała także dodatki tematyczne, m.in. „Gelehrte Nachrichten” (Uczone wieści).
Redakcja dziennika mieściła się w pobliżu wrocławskiego Rynku w domu wydawniczym Kornów. Wraz z końcem Schlesische Zeitung w 1945 roku zakończyła się również działalność wydawnicza rodziny Kornów na Śląsku. We wrześniu 1949 roku drukarnia Schlesische Zeitung G.m.b.H. i jej majątek zostały skonfiskowane przez państwo polskie i przeszły w jego posiadanie. Po nowym starcie w Monachium wydawnictwo zostało przejęte w 1980 roku przez Stiftung Kulturwerk Schlesien (Fundacja Kultury Śląska), założoną w 1952 roku, i dziś nosi nazwę Bergstadtverlag Wilhelm Gottlieb Korn GmbH.